# 龍王山光

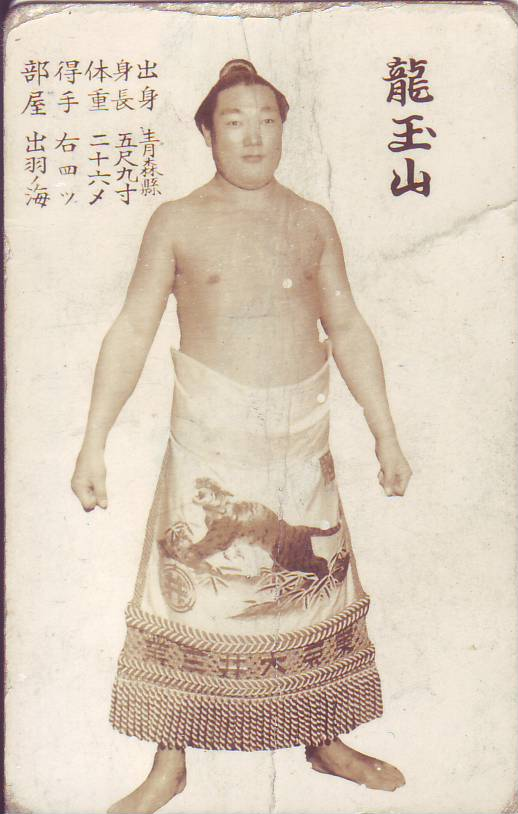
龍王山のミニブロマイド

龍王山 光（りゅうおうざん ひかる、1910年3月25日 - 1948年2月18日）は、福岡県飯塚市出身で出羽海部屋に所属した大相撲力士。本名は高鍋 光。最高位は東前頭2枚目（1941年1月場所）。得意手は突っ張り、叩き。現役時代の体格は180cm、113kg。

## 来歴
1930年3月場所、出羽海部屋から初土俵を踏む。入門が遅かったわりには出世もあまり早くはなく、十両昇進は1936年1月場所だった。その後は上昇気流に乗り、1938年1月場所で十両優勝して5月場所には新入幕、そこでも勝ち越しを続け、入幕3場所目となる1939年5月場所8日目には初日から勝ちっ放しの横綱男女ノ川から金星を挙げる活躍をした。翌1940年1月場所8日目、横綱双葉山に、仕切り1回で立ち合うという奇襲を仕掛けたが、あっさりと上手投げで退けられた。部屋に帰ってきた竜王山に対して親方は「一度で立つとは失礼じゃないか、双葉に謝ってこい」と戒めたそうである。竜王山は和田信賢アナウンサーに「どうせ君は勝てないのだから、アッといわせるようなことをしたらどうだ」「勝てないまでも双葉山に待ったをさせたということになれば、こりゃ大した記録に残るだろう。」と言われそれを実行したというのが真相である。なお、対戦相手だった双葉山は元々が1回目でも立てるように仕切っていた力士であったことに加え、現役引退後この取組について問われた際には相手の動きがおかしいことからこの"1回目の仕切りで立つ奇襲"を見破っていたことを明かしている。
その後しばらくは幕内中堅で活躍していたが3場所続けて10敗以上の大敗を喫して一度十両に陥落、再入幕を果たした1943年5月場所、大きな事件が起きた。もともと龍王山は、突き押し得意の相撲であり、四つ身はあまり得手ではなかった。しかしこの場所10日目、青葉山と対戦した際、四つに組んだまま得意の手にならず、青葉山も相撲の遅い力士であったこともあり水入りののち引分という結果になった。これが丁度連合艦隊司令長官山本五十六の戦死が発表された日のことで（戦死そのものは4月）、戦時中の時局から、「敢闘精神不足」とされ、青葉山ともども無期限の出場停止処分が下ったのであった。処分そのものは、力士会長の双葉山らの尽力ですぐに解除され、13日目に青葉山と再戦することとなった。この相撲は青葉山が勝った。
その後はまもなく十両に落ち、1944年11月場所限りで廃業した。その後は学生相撲の指導をしていたというが、1948年、自ら調理したフグの毒にあたり、夫婦ともども死去してしまった。

## 主な成績
- 幕内在位：10場所
- 幕内成績：54勝80敗1分11休 勝率.403
- 各段優勝：十両優勝1回（1938年1月場所）
- 金星：1個（男女ノ川1個）

### 場所別成績
| 1930年 （昭和5年） | x                     | （前相撲）         | 東序ノ口16枚目 4–2     | 東序ノ口16枚目 3–3      |
| 1931年 （昭和6年） | 西序二段22枚目 3–3    | 西序二段22枚目 4–2 | 東三段目43枚目 0–0–6   | 東三段目43枚目 1–5      |
| 1932年 （昭和7年） | 東序二段10枚目 3–2    | 東序二段10枚目 1–5 | 東序二段26枚目 4–2     | 東序二段26枚目 4–2      |
| 1933年 （昭和8年） | 東三段目32枚目 4–2    | x                  | 西三段目12枚目 3–3     | x                       |
| 1934年 （昭和9年） | 東三段目9枚目 5–1     | x                  | 西幕下15枚目 6–5       | x                       |
| 1935年 （昭和10年） | 東幕下9枚目 6–5       | x                  | 西幕下6枚目 7–4        | x                       |
| 1936年 （昭和11年） | 西十両12枚目 5–6      | x                  | 東幕下2枚目 4–7        | x                       |
| 1937年 （昭和12年） | 東幕下8枚目 8–3       | x                  | 西十両10枚目 8–5       | x                       |
| 1938年 （昭和13年） | 西十両3枚目 優勝 11–2 | x                  | 西前頭13枚目 9–4       | x                       |
| 1939年 （昭和14年） | 東前頭5枚目 8–5       | x                  | 東前頭2枚目 7–8 ★      | x                       |
| 1940年 （昭和15年） | 西前頭6枚目 7–8       | x                  | 西前頭4枚目 9–6        | x                       |
| 1941年 （昭和16年） | 東前頭2枚目 5–10      | x                  | 東前頭10枚目 1–14      | x                       |
| 1942年 （昭和17年） | 西前頭19枚目 2–13     | x                  | 東十両2枚目 4–3–8      | x                       |
| 1943年 （昭和18年） | 東十両6枚目 11–4      | x                  | 西前頭17枚目 6–7–1 1分 | x                       |
| 1944年 （昭和19年） | 東前頭19枚目 0–5–10   | x                  | 東十両5枚目 2–8        | 西十両14枚目 引退 4–6–0 |
| 各欄の数字は、「勝ち-負け-休場」を示す。 優勝 引退 休場 十両 幕下 三賞：敢=敢闘賞、殊=殊勲賞、技=技能賞 その他：★=金星 番付階級：幕内 - 十両 - 幕下 - 三段目 - 序二段 - 序ノ口 幕内序列：横綱 - 大関 - 関脇 - 小結 - 前頭（「#数字」は各位内の序列） |                       |                    |                        |                         |

- 1932年1月番付では序二段西23枚目

### 幕内対戦成績
| 力士名   | 勝数 | 負数 | 力士名   | 勝数 | 負数 | 力士名   | 勝数 | 負数 | 力士名 | 勝数 | 負数 |
| -------- | ---- | ---- | -------- | ---- | ---- | -------- | ---- | ---- | ------ | ---- | ---- |
| 青葉山   | 1    | 4※   | 旭川     | 3    | 2    | 葦葉山   | 1    | 0    | 綾錦   | 1    | 0    |
| 有明     | 1    | 2    | 大熊     | 1    | 0    | 大潮     | 2    | 4    | 大浪   | 1    | 1    |
| 小戸ヶ岩 | 1    | 1    | 海光山   | 1    | 1    | 鏡岩     | 0    | 1    | 柏戸   | 0    | 3    |
| 桂川     | 3    | 1    | 金湊     | 3    | 1    | 清美川   | 0    | 1    | 九ヶ錦 | 2    | 2    |
| 源氏山   | 2    | 0    | 高津山   | 0    | 1    | 小嶋川   | 0    | 2    | 小松山 | 0    | 2(1) |
| 佐賀ノ花 | 0    | 1    | 佐渡ヶ嶋 | 0    | 1    | 鯱ノ里   | 4    | 2    | 楯甲   | 5    | 1    |
| 玉ノ海   | 2    | 3    | 筑波嶺   | 1    | 0    | 鶴ヶ嶺   | 4    | 2    | 照國   | 0    | 4    |
| 輝昇     | 0    | 1    | 土州山   | 1    | 1    | 巴潟     | 1    | 1    | 名寄岩 | 2    | 4    |
| 羽黒山   | 1    | 5    | 幡瀬川   | 2    | 0    | 盤石     | 1    | 3    | 備州山 | 1    | 2    |
| 常陸海   | 0    | 1    | 双葉山   | 0    | 6    | 双見山   | 0    | 2    | 前田山 | 0    | 2    |
| 松浦潟   | 1    | 0    | 緑國     | 1    | 0    | 男女ノ川 | 1    | 0    | 若潮   | 0    | 2    |
| 若瀬川   | 0    | 1    | 若港     | 3    | 4    |          |      |      |        |      |      |

※さらに、青葉山と引分が1つある。

## 四股名変遷
- 高鍋 光（たかなべ ひかる）1930年3月場所 - 1934年5月場所
- 龍王山 光（りゅうおうざん -）1935年1月場所 - 1937年1月場所
- 竜王山 光（りゅうおうざん -）1937年5月場所
- 龍王山 光（りゅうおうざん -）1938年1月場所 - 5月場所
- 竜王山 光（りゅうおうざん -）1939年1月場所 - 1941年5月場所
- 龍王山 光（りゅうおうざん -）1942年1月場所 - 1944年1月場所
- 竜王山 光（りゅうおうざん -）1944年5月場所 - 11月場所